# Зубатые киты
Зуба́тые киты́ (лат. Odontoceti) — один из двух современных парвотрядов китообразных. В отличие от усатых китов на их челюстях имеются зубы. Зубатые киты являются плотоядными животными и питаются преимущественно рыбой, головоногими и в некоторых случаях морскими млекопитающими.

## Анатомия
Большинство зубатых китов по размеру (длина тела от 1,2 м до 20 м) значительно уступает усатым (беззубым) китам. Только кашалот может сравниться с ними своей величиной. Остальные виды считаются малыми или средними китами. Ещё одним отличием является то, что у зубатых китов лишь одно носовое отверстие, открывающееся на темени. Нижние челюсти короче черепа и спереди сращены. Хорошо развиты слух, звуковая сигнализация и голосовой орган, связанный с носовым каналом.
Зубы у отдельных видов развиты в разной степени. У большинства их довольно много, например, около ста, как у некоторых дельфинов; в зависимости от вида имеют от 1 до 240 зубов. У нарвала, однако, зубная система имеет только два резца, из которых левый развивается в бивень, выдвигающийся из челюсти в горизонтальном направлении. У молодых нарвалов, кроме резцов, в верхней челюсти появляются два небольших передних зуба и по одному коренному, но со временем они выпадают. На нижней челюсти зубов никогда не бывает.
У почти беззубых самцов клюворылых китов зубы имеют весьма экзотическую форму.

## Поведение

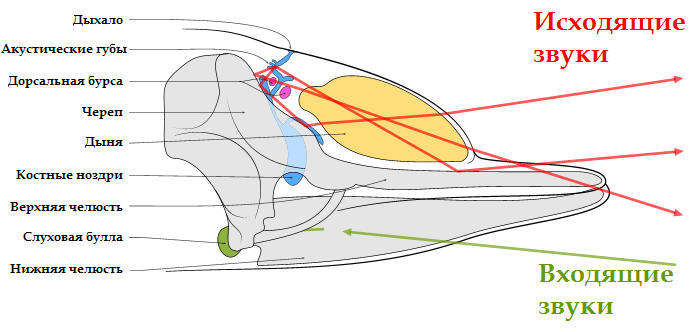
Диаграмма, показывающая генерацию, распространение и приём звука зубатыми китами

Анимация, демонстрирующая принцип работы эхолокации зубатых китов

Большинство зубатых китов являются отличными и быстрыми пловцами. Меньшие виды иногда плывут по волнам и любят сопровождать корабли. Особенно часто в этой роли встречаются дельфины, известные своими акробатическими прыжками. У зубатых китов большую роль для общения играют звуковые сигналы. Кроме многочисленных посвистываний, служащих для общения между особями, зубатые киты издают звуки ультразвуковой частоты, которые служат им в роли эхолокатора. При охоте это шестое чувство имеет для них особенно большое значение. Большинство зубатых китов живут в группах численностью от двух-трёх до нескольких десятков зверей. Эти группы, в свою очередь, могут на время объединяться с другими группами и создавать стада в несколько тысяч китов. Зубатые киты способны к сложным социальным отношениям и достижениям. При охоте на рыбные стаи они показывают высокоразвитую кооперацию. В неволе некоторые виды демонстрируют примечательное умение и готовность учиться, из-за чего многие зоологи считают их одними из наиболее умных млекопитающих.

## Классификация
Зубатые киты делятся на следующие семейства:
- Гангские дельфины (Platanistidae Gray, 1846)
- Дельфиновые (Delphinidae Gray, 1821)
- Нарваловые (Monodontidae Gray, 1821)
- Кашалотовые (Physeteridae Gray, 1821)
- Инии (Iniidae Gray, 1846)
- Карликовые кашалоты (Kogiidae Gill, 1871)
- Клюворыловые (Ziphiidae Gray, 1850)
- Лаплатские дельфины (Pontoporiidae Gray, 1870)
- Морские свиньи (Phocoenidae Gray, 1825)
- Речные дельфины (Lipotidae Gray, 1846)
- † Xenorophidae Uhen 2008

Существуют несколько схем, по которым семейства зубатых китов объединяют в надсемейства. Относительно бесспорным является то, что дельфины, морские свиньи и нарваловые близко связаны между собой. Иногда их относят к надсемейству дельфинообразных. Однако объединение лаплатских, озёрных, гангских дельфинов и иний в надсемейство речных дельфинов неверно. Хотя представители всех этих семейств обитают в пресных водах, они возникли и развивались независимо друг от друга. Кашалотовые и клюворылые являются весьма древними семействами зубатых китов и не являются близкими родственниками ни одному другому семейству.
Хотя традиционно зубатые киты рассматривались в качестве подотряда отряда китообразных (Cetacea), современные молекулярно-генетические и палеонтологические исследования свидетельствуют о том, что китообразные произошли от парнокопытных (Artiodactyla), которые оказались парафилетическим и, соответственно, искусственным и недопустимым с точки зрения кладистической систематики таксоном. В связи с этим был введён новый отряд китопарнокопытных (Cetartiodactyla), в пределах которого китообразные стали инфраотрядом, а их бывшие подотряды — парвотрядами в составе этого инфраотряда. Поскольку таксон Artiodactyla имеет более долгую историю в сравнении с Cetartiodactyla, некоторые специалисты предпочитают сохранять его, но в расширенном объёме, при котором китообразные относятся к этому отряду.

## Зубатые киты и человек
На кашалота долгое время шёл интенсивный промысел (использовались жир, спермацет, мясо). На сегодняшний день охота разрешена только на некоторых мелких китов, таких как гринда, но большинство китов сталкиваются с угрозой от рыболовецких сетей, в которых они запутываются и умирают, будучи не в состоянии всплыть и глотнуть воздуха. Особенно при ловле тунца в сетях погибают тысячи дельфинов.
Некрупные киты — дельфины, косатки или белухи — используются в аттракционах для туристов в дельфинариях и океанариумах, однако они требуют больши́х площадей для их содержания.

## Галерея

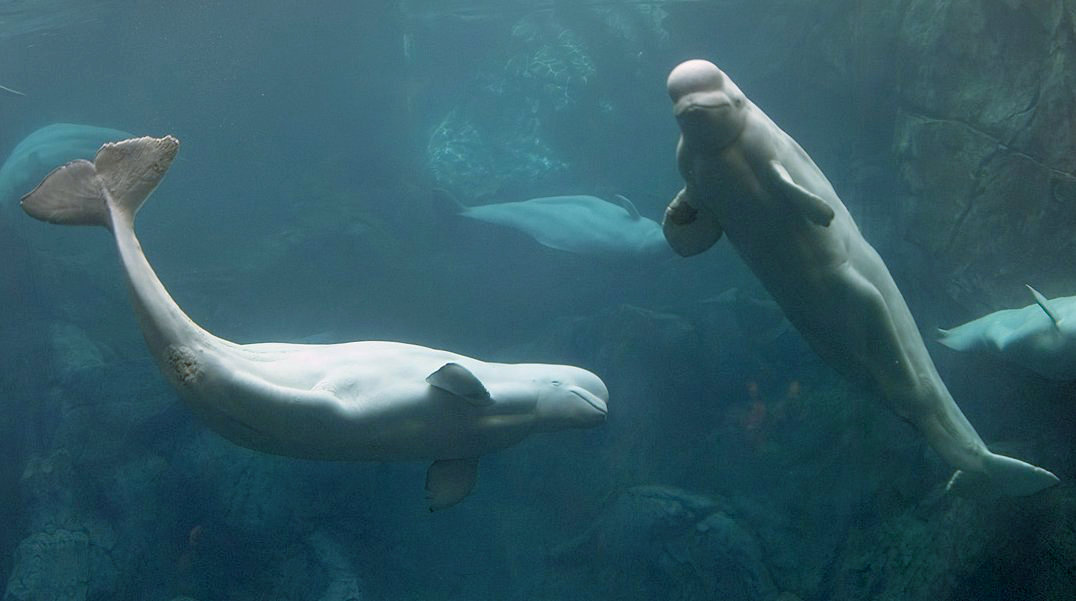
Белухи
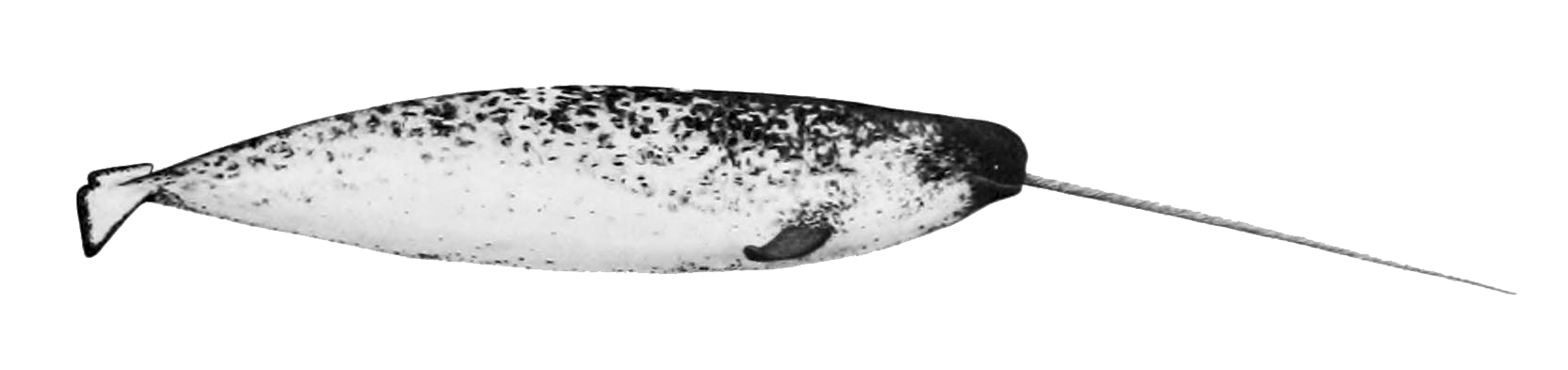
Нарвал
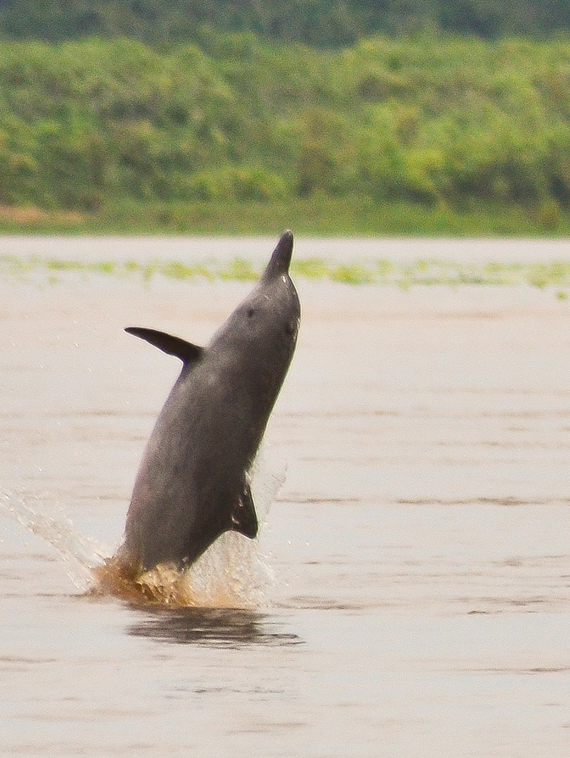
Амазонский дельфин
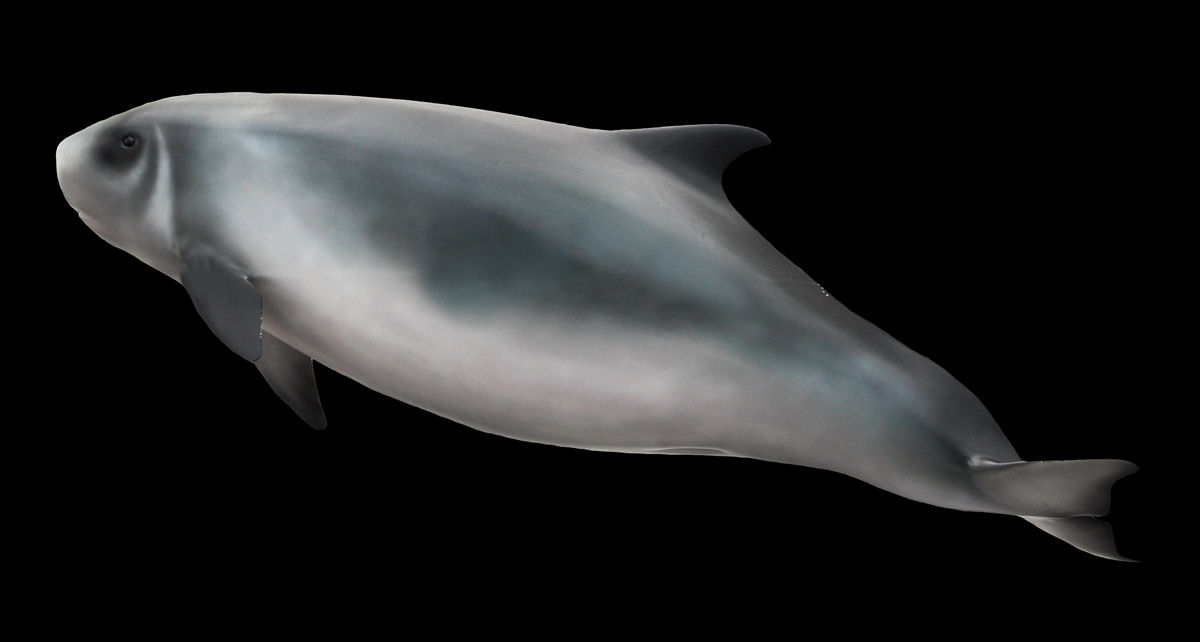
Малый карликовый кашалот
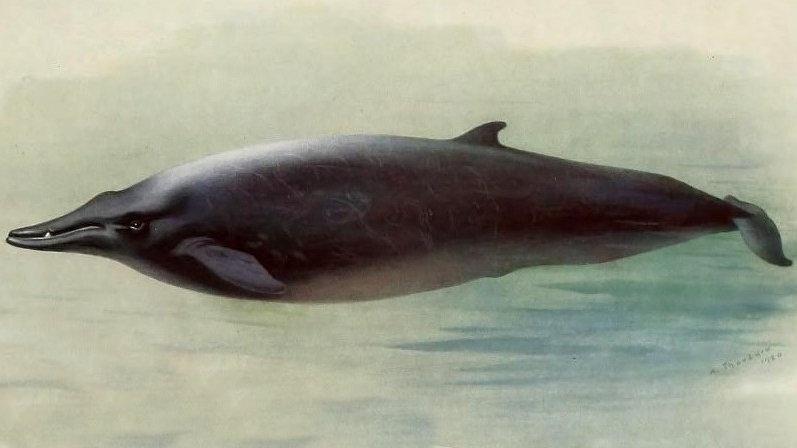
Атлантический ремнезуб
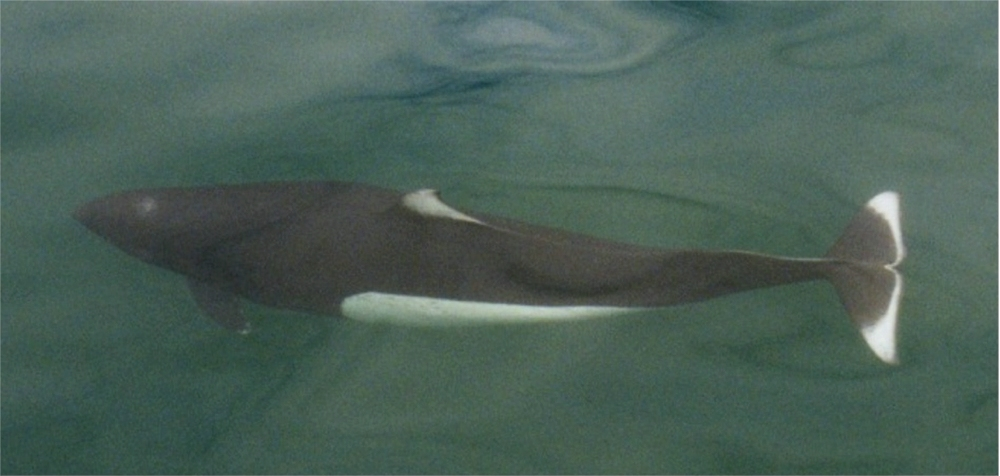
Белокрылая морская свинья